# Gouvernement Ntsay V
Pour les articles homonymes, voir Gouvernement Ntsay.
IVe République
Ntsay IV 
Le gouvernement Ntsay V est l'exécutif de Madagascar depuis août 2024. Il est dirigé par Christian Ntsay, Premier ministre depuis 2018.

## Historique

### Formation
À l'issue des élections législatives du 29 mai aboutissant à une majorité en faveur du clan présidentiel,.
Au lendemain de l'ouverture de la nouvelle législature et conformément à la constitution, Christian Ntsay dépose la démission de son gouvernement au président de la République, qui l'accepte immédiatement. Il est alors reconduit à son poste deux jours après, et présente son nouveau gouvernement le 22 août 2024.

## Composition

### Ministres
| Fonction                                                                                                 | Nom                                                   | Mandat                                                       |
| --- | ----------------------------------------------------- | ------------------------------------------------------------ |
| Ministre des Forces armées                                                                               | Général Sahivelo Lala Monja Delphin                   | 14 janvier 2024 (1 an, 6 mois et 16 jours)                   |
| Ministre des Affaires étrangères                                                                         | Rafaravavitafika Rasata                               | 14 janvier 2024 (1 an, 6 mois et 16 jours)                   |
| Garde des Sceaux, ministre de la Justice                                                                 | Benjamin Rakotomandimby                               | 22 août 2024 (11 mois et 8 jours)                            |
| Ministre de la Décentralisation et de l’Aménagement du territoire                                        | Naina Andriantsitohaina                               | 14 janvier 2024 (1 an, 6 mois et 16 jours)                   |
| Ministre de l’Economie et des Finances                                                                   | Rindra Hasimbelo Rabarinirinarison                    | 15 août 2021 (3 ans, 11 mois et 15 jours)                    |
| Ministre de l’Intérieur                                                                                  | Nirintsoa Rahajavoloniaina                            | 22 août 2024 (11 mois et 8 jours)                            |
| Ministre de la Sécurité publique                                                                         | Contrôleur général de Police Rakotoarimanana Herilala | 14 janvier 2024 (1 an, 6 mois et 16 jours)                   |
| Ministre de la Santé Publique                                                                            | Pr Zely Randriamantany                                | 14 janvier 2024 (1 an, 6 mois et 16 jours)                   |
| Ministre de l’Enseignement supérieur et de la recherche scientifique                                     | Chaminah Loullah                                      | 22 août 2024 (11 mois et 8 jours)                            |
| Ministre de l'Éducation nationale                                                                        | Marie Michelle Sahondriarimalala                      | 14 janvier 2024 (1 an, 6 mois et 16 jours)                   |
| Ministre de l’Enseignement technique et de la formation professionnelle                                  | Marie Marcelline Rasoharisoa                          | 22 août 2024 (11 mois et 8 jours)                            |
| Ministre de l’Agriculture et de l’Élevage                                                                | François Sergio Hajarison                             | 22 août 2024 (11 mois et 8 jours)                            |
| Ministre de l’Industrialisation et du Commerce                                                           | David Ralambofiringa                                  | 22 août 2024 (11 mois et 8 jours)                            |
| Ministre des Transports et de la Météorologie                                                            | Ramonjavelo Manambahoaka Valéry                       | 14 janvier 2024 - 28 juillet 2025 (1 an, 6 mois et 14 jours) |
| Ministre des Transports et de la Météorologie                                                            | Intérim de Christian Ntsay                            |                                                              |
| Ministre de l’Énergie et des Hydrocarbures                                                               | Olivier Jean-Baptiste                                 | 14 janvier 2024 (1 an, 6 mois et 16 jours)                   |
| Ministre des Travaux publics                                                                             | Richard Théodore Rafidison                            | 22 août 2024 (11 mois et 8 jours)                            |
| Ministre du Travail, de l’Emploi et de la Fonction publique                                              | Razakaboana Hanitra                                   | 14 janvier 2024 (1 an, 6 mois et 16 jours)                   |
| Ministre des Mines                                                                                       | Rakotomalala Herindrainy Olivier                      | 14 janvier 2024 (1 an, 6 mois et 16 jours)                   |
| Ministre de la Pêche et de l’Économie bleue                                                              | Tsimanaoraty Paubert Mahatante                        | 14 janvier 2024 (1 an, 6 mois et 16 jours)                   |
| Ministre du Tourisme et de l’Artisanat                                                                   | Viviane Dewa                                          | 22 août 2024 (11 mois et 8 jours)                            |
| Ministre de la Population                                                                                | Aurélie Razafinjato                                   | 22 août 2024 (11 mois et 8 jours)                            |
| Ministre du Développement numérique, de la Transformation digitale, des Postes et des Télécommunications | Stéphanie Delmotte                                    | 22 août 2024 (11 mois et 8 jours)                            |
| Ministre de l’Eau, de l’Assainissement et de l’Hygiène                                                   | Lalaina Andrianamelasoa                               | 22 août 2024 (11 mois et 8 jours)                            |
| Ministre de l’Environnement et du Développement durable                                                  | Max Fontaine                                          | 14 janvier 2024 (1 an, 6 mois et 16 jours)                   |
| Ministre de la Jeunesse et des Sports                                                                    | Abdoulah Marson Moustapha                             | 22 août 2024 (11 mois et 8 jours)                            |
| Ministre de la Communication et de la Culture                                                            | Volamiranty Donna Mara                                | 22 août 2024 (11 mois et 8 jours)                            |

### Ministre délégué
| Fonction                               | Nom                                             |
| -------------------------------------- | ----------------------------------------------- |
| Ministre délégué gendarmerie nationale | Général de division Andriamitovy Rakotondrazaka |

### Secrétaires d'État
| Fonction                                                                              | Nom                        |
| ------------------------------------------------------------------------------------- | -------------------------- |
| Secrétaire d’Etat auprès de la Présidence chargé des Nouvelles villes et de l’habitat | Gérard Andriamanohisoa     |
| Secrétaire d’Etat auprès de la Présidence chargé de la Souveraineté alimentaire       | Tahian’ny Avo Razanamahefa |